# Pure (serie de televisión)
Pure es una serie de televisión canadiense que se emitió por primera vez en CBC Television en enero y febrero de 2017, y posteriormente en Super Channel . El programa está protagonizado por Ryan Robbins como Noah Funk, un pastor menonita que trabaja de manera encubierta dentro de una red de crimen organizado para solucionar un problema de tráfico de drogas en su comunidad. El programa también está protagonizado por AJ Buckley, Peter Outerbridge, Alex Paxton-Beesley y Rosie Perez.

## Producción
Pure fue producido por Two East Productions y Cineflix Media y estuvo dirigido por Ken Girotti.
El showrunner Michael Amo declaró que promocionó la serie a diversas cadenas de televisión en la década de 2000, pero que "no consiguió ningún participante". Está inspirado en las operaciones de una red de delincuencia organizada menonita que introdujo de contrabando cocaína y marihuana desde México a Canadá y Estados Unidos.
El estreno de la serie fue visto por 858,000 espectadores canadienses. El 12 de abril de 2017, el programa fue recogido por Hulu en los Estados Unidos. WGN America adquirió los derechos televisivos estadounidenses de la serie en agosto de 2017. En España fue estrenada el 11 de noviembre de 2019 en Cosmopolitan TV.
Inicialmente, Pure no se renovó para una segunda temporada; sin embargo, en abril de 2018, Super Channel, CBC, Hulu y WGN America programaron una segunda temporada con seis episodios, que se estrenó en WGN America el 28 de mayo de 2019.
En junio de 2018, Super Channel anunció que los actores Alyson Hannigan, Christopher Heyerdahl, Zoie Palmer y Victor Gómez se unirían a la producción de la temporada 2.

### Locaciones
Aunque se filmó en Nueva Escocia, Pure se desarrolla en una ciudad ficticia llamada Antioch en el sur de Ontario, así como en el estado estadounidense de Texas y el estado mexicano de Chihuahua.

## Reparto
El reparto incluye:
- Ryan Robbins como el pastor menonita Noah Funk.
- Alex Paxton-Beesley como Anna Funk, la esposa de Noah.
- AJ Buckley como Bronco Novak, un detective de la policía.
- Peter Outerbridge como Eli Voss, un líder de pandillas.
- Rosie Pérez como Phoebe O'Reilly, una agente de la DEA.
- Alyson Hannigan como Esther Dunkel.
- Christopher Heyerdahl como Augustus Nickel.
- Zoie Palmer como Valerie Krochack.

## Episodios
| Temporada | Temporada | Episodios | Episodios | Emisión original   | Emisión original      |
| Temporada | Temporada | Episodios | Episodios | Primera emisión    | Última emisión        |
| --------- | --------- | --------- | --------- | ------------------ | --------------------- |
|           | 1         | 6         | 6         | 9 de enero de 2017 | 13 de febrero de 2017 |
|           | 2         | 6         | 6         | 28 de mayo de 2019 | 2 de julio de 2019    |

### Temporada 1 (2017)
| N.º en serie | Episodio | Título        | Dirigido por | Escrito por | Fecha de emisión original | Audiencia (millones) |
| ------------ | -------- | ------------- | ------------ | ----------- | ------------------------- | -------------------- |
| 1            | 1        | «Ordination»  | Ken Girotti  | Michael Amo | 2017 de enero del 09      | 1.021                |
| 2            | 2        | «The Singing» | Ken Girotti  | Michael Amo | 2017 de enero del 16      | —                    |
| 3            | 3        | «As One»      | Ken Girotti  | Michael Amo | 2017 de enero del 23      | —                    |
| 4            | 4        | «Funeral»     | Ken Girotti  | Michael Amo | 2017 de enero del 30      | —                    |
| 5            | 5        | «Communion»   | Ken Girotti  | Michael Amo | 2017 de febrero del 06    | —                    |
| 6            | 6        | «Baptism»     | Ken Girotti  | Michael Amo | 2017 de febrero del 13    | —                    |

### Temporada 2 (2019)
| N.º en serie | Episodio | Título               | Dirigido por  | Escrito por     | Fecha de emisión original | Audiencia (millones) |
| ------------ | -------- | -------------------- | ------------- | --------------- | ------------------------- | -------------------- |
| 7            | 1        | «Excommunication»    | Ken Girotti   | Michael Amo     | 2019 de mayo del 28       | 0.241                |
| 8            | 2        | «Faspa»              | Ken Girotti   | Andrew Wreggitt | 2019 de junio del 4       | 0.219                |
| 9            | 3        | «Return of the Lamb» | T.W. Peacocke | Waneta Storms   | 2019 de junio del 11      | 0.107                |
| 10           | 4        | «The Proposal»       | T.W. Peacocke | Michael Amo     | 2019 de junio del 18      | 0.166                |
| 11           | 5        | «Penance»            | Ken Girotti   | Andrew Wreggitt | 2019 de junio del 25      | 0.195                |
| 12           | 6        | «Wedding»            | Ken Girotti   | Michael Amo     | 2019 de julio del 2       | 0.194                |

## Premios y nominaciones
| Año  | Premio                           | Categoría                                              | Candidato                                  | Resultado | Ref.   |
| ---- | -------------------------------- | ------------------------------------------------------ | ------------------------------------------ | --------- | ------ |
| 2017 | Premio ACTRA Maritimes           | Mejor actor masculino en un papel secundario           | Gary Levert                                | Nominado  | [ 26 ] |
| 2017 | Directors Guild of Canada Awards | Outstanding Directorial Achievement in Dramatic Series | Ken Girotti (episode: "Ordination")        | Nominado  | [ 27 ] |
| 2018 | Canadian Screen Awards           | Best Dramatic Series                                   | Pure                                       | Nominado  | [ 28 ] |
| 2018 | Canadian Screen Awards           | Best Direction, Drama Series                           | Ken Girotti (episode: "Ordination")        | Nominado  | [ 28 ] |
| 2018 | Canadian Screen Awards           | Best Original Music, Fiction                           | Jonathan Goldsmith (episode: "Ordination") | Nominado  | [ 28 ] |
| 2018 | Screen Nova Scotia Awards        | Best TV Series                                         | Pure                                       | Ganador   | [ 29 ] |